# Severní gambit
Severní gambit (ECO C21) zvaný též Norský gambit nebo Dánský gambit patří mezi šachové zahájení otevřených her. Je charakterizován tahy
1. e4 e5 2. d4 exd4 3. c3
Cílem bílého je získat oběťmi pěšců náskok ve vývinu a útočit. V případě přijetí gambitu získává bílý nebezpečný útok, černý ale může gambit i odmítnout nebo pěšce vrátit a tak získat protihru. Na nejvyšší úrovni se dnes nevyskytuje.

## Historie
Byl velmi populární v 19. století ve Skandinávii. K jeho protagonistům patřili Dánové M. From, G. Nielsen, O.H.Krause, V.Nielsen, A.Sörensen a švédský mistr A. Linden. Teorii obohatil J. Mieses..

## Aljechinova varianta
1.e4 e5 2. d4 exd4 3. c3 dxc3 4. Jxc3
má bílý kompenzaci za pěšce, černý může pokračovat 4... Jc6 kde po 5. Jf3 hra přechází do Göringova gambitu.

## Hlavní varianta
1. e4 e5 2. d4 exd4 3. c3 dxc3 4. Sc4
Bílý obětovává i druhého pěšce, černý ho může odmítnout
- 4... Jf6 5. Jxc3 Jc6 5. Jf3 d6 přechází do Göringova gambitu. Může ho ale i přijmout
- 4... cxb2 5. Sxb2 Za dva pěšce má bílý kompenzaci, černý ale může hru zjednodušit vrácením pěšců ve Schlechterově variantě.[2] Ta může vést po taktické přestřelce do vyrovnané koncovky. 5... d5 6. Sxd5 (možné je i 6. exd5 s nejasnou hrou) Jf6
  - 7. Jc3 s kompenzací za pěšce
  - 7. Sxf7+ Kxf7 8. Dxd8 Sb4+ 9. Dd2 Sxd2 10. Jbxd2 a hra je v rovnováze

## Odmítnutý gambit
1. e4 e5 2. d4 exd4 3. c3 d5

4. exd5
- 4... Dxd5 5. Jf3 [5. cxd4 Jc6 (5... Jf6 s dobrou hrou černého) 6. Jf3 -5. Jf3; nebo 6. Se3 s nejasnou hrou] 5... Jc6 6. cxd4, což vede vede do odmítnutého Göringova gambitu, kde je hra v rovnováze
- 4... Jf6 s dobrou hrou černého